# Вулиця Княгині Інгігерди
Ву́лиця Княги́ні Інгіге́рди — вулиця в Дніпровському районі міста Києва, місцевість Стара Дарниця. Пролягає від вулиці Устима Кармелюка до Сосницької вулиці.
Прилучаються вулиці Краснокутська, Хорольська та Краснокутський і Хорольський провулки.

## Історія
Вулиця виникла у середині XX століття під назвою 611-та Нова. 1953 року отримала назву вулиця Лобачевського, на честь вченого-математика Миколи Лобачевського. У 1953–1977 роках включала до свого складу також Березневу вулицю (у 1957—1963 роках — провулок Лобачевського). До середини 1990-х років простягалася до Празької вулиці.
Сучасна назва на честь княгині Інгігерди — з 2022 року.